# Celastrina algirica
Celastrina algirica är en fjärilsart som beskrevs av Charles Oberthür 1915. Celastrina algirica ingår i släktet Celastrina och familjen juvelvingar. Inga underarter finns listade i Catalogue of Life.